# BM-25
BM-25 là tên một hệ thống phóng tên lửa do quân đội Liên Xô thiết kế.Nó sử dụng tên lửa có đường kính 250 mm trong 6 ống phóng.

## Đặc tính hệ thống phóng
| Hệ thống phóng tên lửa        | BM-25 / 2K5 Korschun                     |
| ----------------------------- | ---------------------------------------- |
| Tên lửa sử dụng               | 2P5                                      |
| Hãng sản xuất                 | OKB-3                                    |
| Hệ thống dẫn mục tiêu         | Động cơ một buồng làm mát bằng chất lỏng |
| Nhiên liệu đốt                | Kerosene và nitric acid                  |
| Thời gian động cơ bốc cháy    | 7,8 giây                                 |
| Tốc độ                        | 1.004 m/s                                |
| Tầm bắn hiệu quả              | 5,538 m                                  |
| Đường kính tên lửa            | 250 mm                                   |
| Khối lượng tên lửa            | 375 kg                                   |
| Khối lượng đầu đạn            | 100 kg                                   |
| Tầm bắn tối đa có thể đạt đến | 55 km                                    |